# Ганин, Алексей Алексеевич
Алексе́й Алексе́евич Га́нин (28 июля (9 августа) 1893 года, дер. Коншино Вологодская губерния — 30 марта 1925 года, Москва) — русский поэт и прозаик, близкий друг Сергея Есенина, представитель новокрестьянского направления в русской поэзии XX века. Расстрелян по обвинению в принадлежности к «Ордену русских фашистов» в 1925 году. Посмертно реабилитирован в 1966 году «за отсутствием состава преступления».

## Биография
Родился в семье крестьянина Алексея Степановича Ганина и Евлампии Семеновны Ганиной в деревне Коншино (ныне территория Архангельского сельского поселения, Сокольского района, Вологодской области).
В семье было семеро детей: Александр, Алексей, Федор, Августа, Анна, Мария и Елена.
Получил образование в двуклассном земском училище в селе Устье-Кубенское и городской гимназии в Вологде. Затем учился в Вологодской фельдшерской школе при губернской земской больнице с присвоением звания медицинского фельдшера (1911—1914).

Первые стихи опубликовал в вологодской газете «Эхо» (1913). В 1914 году пошёл в армию и получил назначение в Николаевский военный госпиталь в Санкт-Петербурге. Во время Первой мировой войны написал стихотворение под названием «Война» (1915):
Ты подумай, как страшно теперь…
Мы молиться и плакать устали.
Всюду грозные призраки встали
На путях твоих в горнюю дверь.
Каждый вечер зловещий огонь,
Вместо зорь на небесной пустыне.
В травах кровью дымящийся иней,
Смертоносная, лютая вонь.
Умерла на колосьях пчела.
Высох мёд на губах человека.
И дремавшая в камнях от века
Стальнозубая гибель пришла.
Обезумел испуганный мир,
Поклонился незримому зверю,
И с проклятьем в спасенье не веря,
Глохнет в лязге и звоне секир.
Больше нету весёлых детей,
Всюду когти железа и смерти.
И взывают к грохочущей тверди
Только трупы да горы костей.
Все проглочено пастью литой…
Рыщут ветры по мёртвым дорогам,
Стёрто имя всезрящего Бога,
Снова царствует в мире «Никто».
Тёмной ночью окутана дверь…
Где-то плачется звёздная вьюга…
Мы блуждаем средь мёртвого круга;

Ты подумай, как страшно теперь…
В 1916 году познакомился с Сергеем Есениным, служившим в госпитале Царского села. Летом 1917 года вместе с Сергеем Есениным и Зинаидой Райх совершил поездку на родину, в Вологду, и на Соловки. Во время этой поездки произошло венчание Есенина с Райх. Алексей Ганин был свидетелем со стороны невесты, в которую сам был влюблён. Ей он посвятил написанное в Соловках стихотворение «Русалка», в котором признаётся в неразделённой любви к героине, выбравшей «разбойника кудрявых полей» — его друга Сергея Есенина.
В 1917 году Алексей Ганин вместе с Николаем Клюевым, Сергеем Есениным и Петром Орешиным публиковался в альманахе левоэсеровской ориентации «Скифы» (стихотворения «Облачные кони» и «Причастье Тайны»). В 1918 году поэт познакомился с Александром Блоком. В том же году вступил в Красную Армию. Служил фельдшером. В 1920 году публикуется в имажинистском сборнике «Конница бурь». В 1920—1921 годах Ганин издал в Вологде миниатюрным изданием поэму «Звёздный корабль».
В 1923 году переехал в Москву, где участвовал в поэтических вечерах, посещал литературные кафе, жил у знакомых поэтов, а иногда ночевал на улице. У него практически никогда не было денег, тем не менее ему удалось выпустить 11 сборников, изготовленных литографическим способом.
В 1924 году в Москве вышла его последняя книга «Былинное поле».
2 ноября 1924 года Алексей Ганин был арестован по сфабрикованному обвинению в принадлежности к «Ордену русских фашистов». Расстрелян в 1925 году во внесудебном порядке, реабилитирован посмертно в 1966 году. Его прах захоронен на территории Яузской больницы.

## Дело «Ордена русских фашистов»
```
  А по лесам, где пряхи Ночи
  Сплетали звёздной пряжей сны,
  Сверкают пламенные очи
  И бич глухого Сатаны.
```

А. Ганин (1917-1918)

В первые годы после революции Ганин создал ряд произведений, направленных (в иносказательной форме) против большевиков как врагов России и в первую очередь крестьянства: «России» (1918), поэмы «Сарай» (1917), «Былинное поле» (1917—1923). Сложным раздумьям о дальнейшем пути крестьянства в трудной и опасной для него исторической обстановке посвящает он своеобразный роман-притчу «Завтра» (1923).

Трещит земля от злых затей.
Из туч хохочут Громы в запятки.
Храпят ветра. Слепых детей
Прогнали мимо в рваных лапотках.
Идём. И нет иных путей.

Куда? Зачем? А дни идут…
И дни не дни — зевота времени
Сквозь ржаво-грязную узду.
И всё больней огнем-ременьями
Стегается Гроза в бреду.

И мы спешим, и только шаг
За сотни дней в пути измерили.
Нам чёрный хаос свил в ушах
Гнездо своё, чтоб в рай поверили,
И вот, поверила Душа.

Алексей Ганин «Сарай» (отрывок), 1917 год
В начале 1920-х годов он с группой единомышленников создал программу спасения России от «ига еврейского интернационала», где выдвинул идею «Великого Земского собора», воссоздания национального государства и очищения страны от «поработивших её захватчиков». Ганин написал антибольшевистские «Тезисы манифеста русских националистов». На допросе он сказал, что готовил их для своего романа.
При аресте у Ганина обнаружили тезисы антиреволюционного содержания. В них говорилось, что Россия «ныне по милости пройдох и авантюристов повержена в прах и бесславие». Этот же мотив есть и в «Стране Негодяев» (1923) Есенина: «Пришли те же жулики, те же воры / И вместе с революцией / Всех взяли в плен…». В тезисах говорилось также, что РКП не столько политическая партия, сколько воинствующая секта, что крестьянское население подвергается террору, что Чека и Ревтрибуналы чинят произвол, что марксизм псевдонаучен, что целью большевиков является гибель не только России как христианского государства, но и христианско-европейского Запада и Америки. Этими сентенциями тезисы напоминают эмигрантскую публицистику. Они и стилистически близки статьям из эмигрантских газет. Лишь один пример: «Эти изуверские секты под видом дипломатических и торговых представителей русского народа всюду рассылают своих агентов-проповедников, чтобы успешней делать свое противное всякому здравому смыслу дело, чтобы всюду организовывать отделения своей секты, чтобы всюду сеять раздор, человеконенавистничество, чтобы всюду разжечь братоубийственные внутринациональные бойни…»
2 ноября 1924 года Алексей Ганин был арестован в Москве, как руководитель организации «Орден русских фашистов», ордер на арест был подписан Генрихом Ягодой. Дело «Ордена русских фашистов» было сфабриковано по сценарию ОГПУ СССР. В анкете для арестованных указано, что до этого Алексей Ганин арестовывался дважды: первый раз — «по недоразумению принятый за контрреволюционера», второй раз — «по обвинению в антисемитской агитации». По делу «Ордена русских фашистов» привлекли:
1. Алексея Ганина
2. Петра Чекрыгина, 23 лет, поэта (брат Василия Чекрыгина)
3. Николая Чекрыгина, 22 лет, поэта (брат Василия Чекрыгина)
4. Виктора Дворяшина, 27 лет, поэта и художника
5. Владимира Галанова, 29 лет, поэта
6. Григория Никитина, 30 лет, поэта
7. Александра Кудрявцева, 39 лет, наборщика
8. Алексея Александровича-Потеряхина, 32 лет, литератора
9. Михаила Кроткова, 44 лет, юриста
10. Сергея Селивановича Головина, 58 лет, врача
11. Бориса Глубоковского, 30 лет, артиста, литератора, режиссёра
12. Ивана Колобова, 37 лет
13. Тимофея Сахно, 31 года, врача
14. Евгения Заугольникова, 22 лет.

Э. А. Хлысталов писал об участниках «Ордена» следующее:

Анализ многочисленных документов показывает, что Есенин на Кавказ уехал не случайно. После его отъезда, 11 ноября, чекисты арестовали четырнадцать литераторов, художников и врачей, обвинив их в создании подпольной антиправительственной организации <Ордена русских фашистов>. Почти все они были друзьями Есенина. Вот их имена: талантливые художники братья Пётр и Николай Чекрыгины, литераторы — Виктор Дворянский, Владимир Галанов, Григорий Никитин, Александр Кудрявцев, Алексей Александров-Потерёхин, Михаил Кротков, Борис Глубоковский, Иван Колобов, врач Тимофей Сахно, поэт Алексей Ганин и профессор-офтальмотолог Сергей Селиванович Головин. (Фамилия одного арестованного мне неизвестна, возможно, он агент ГПУ, согласившийся давать чекистам нужные показания против своих товарищей).

Сам Сергей Есенин был найден мёртвым спустя 9 месяцев после расстрела своих друзей — жертв сфабрикованного дела.
В обвинительном заключении не был назван ни один факт нарушения закона или какого-либо преступления. В процессе расследования «дела» двое арестованных потеряли рассудок, и сам Ганин к концу следствия был в таком состоянии, что в отношении него пришлось провести судебно-психиатрическую экспертизу, признавшую его невменяемым. Это не помешало, однако, вынести ему внесудебный смертный приговор. Секретарь Президиума ВЦИК СССР А. С. Енукидзе 27 марта 1925 г. писал:

Считая следствие по настоящему делу законченным и находя, что в силу некоторых обстоятельств передать дело для гласного разбирательства в суд невозможно — полагал бы: «Войти с ходатайством в Президиум ВЦИК СССР о вынесении по делу Ганина А. А. внесудебного приговора».

Дело было рассмотрено во внесудебном порядке. По приказу Менжинского, Бокия и Петерса были расстреляны: Алексей Ганин, братья Чекрыгины, Виктор Дворяшин, Владимир Галанов и Михаил Кротков. Борису Глубоковскому и Алексею Александровичу-Потеряхину дали 10 лет заключения в Соловецком лагере. Судьба остальных неизвестна.
Допрашивали поэта начальник седьмого отдела СО ОГПУ Славатинский и Агранов, по многочисленным данным, допросы сопровождались жестокими пытками. Алексей Ганин был расстрелян в подвалах Лубянки, его прах погребён на территории Яузской больницы. Дело по обвинению Алексея Ганина было прекращено только 6 октября 1966 года, за отсутствием состава преступления Алексей Ганин был реабилитирован посмертно. Агранов был расстрелян в 1938 году по сталинскому списку (признан не подлежащим реабилитации); Славатинский был расстрелян в 1939 году по сталинскому списку (реабилитирован посмертно).

## Творчество
С 1920 по 1923 год были изданы:
- «Звёздный корабль»
- «Певучий берег»
- «Кибураба»
- «Красный час»
- «Раскованный мир»
- «Вечер»
- «Священный клич»
- «В огне и славе»
- «Сарай»
- «Золотое безлюдье»
- «Мешок алмазов»[5]

Последняя прижизненная книга Алексея Ганина «Былинное поле» вышла в свет в 1924 году. Первая посмертная книга с творчеством Алексея Ганина (и предисловием Станислава Куняева) была издана только в 1991 году благодаря исследовательской работе Н. Н. Парфёнова.

## Судьба наследия
Большую часть неопубликованных рукописей Алексея Ганина его родственникам сохранить не удалось. Бумаги, завернутые в рогожу и закопанные под домом, были навсегда утрачены после пожара. Но в 1970-е годы жизнь поэта стала предметом исследований ряда краеведов, прежде всего — ленинградца Н. Н. Парфёнова, который и возродил интерес к Ганину. В 1991 году в Северо-Западном издательстве вышел первый посмертный сборник его стихов и прозы с предисловием Станислава Куняева. В 2003 году именем Алексея Ганина назвали улицу в городе Сокол Вологодской области. Также его имя носит переулок в деревне Кирики-Улита в Вологодском районе. На его стихи написаны романсы, в Вологде проходят вечера его памяти.

## Семья
Жена — Ганина Гильда Даниловна (ум. в Тарту в 1937 году).
Дочь — Валентина (ум. в 1941 году).
«По воспоминаниям сестры Алексея Ганина Елены, Галя, как ее называли, по происхождению была эстонка, с началом Гражданской войны ее семью выселили в Пинегу, где с ней Алексей и познакомился. У Ганиных родилась дочь Валя. После отъезда Ганина в Москву в 1923 году Гильда сначала ждала его, потом решила, что муж её бросил, и уехала на родину, в Эстонию. Писала в деревню Коншино из Выры: „Сообщите что-нибудь об Алеше“. Но родные сами ничего не знали, Алексей Ганин как в воду канул. О трагедии узнали только через три года после расстрела. Гильда Ганина умерла в 1937 году в городе Тарту, дочь Ганина Валя — в 1941 году».